# Gandersumer Kirche

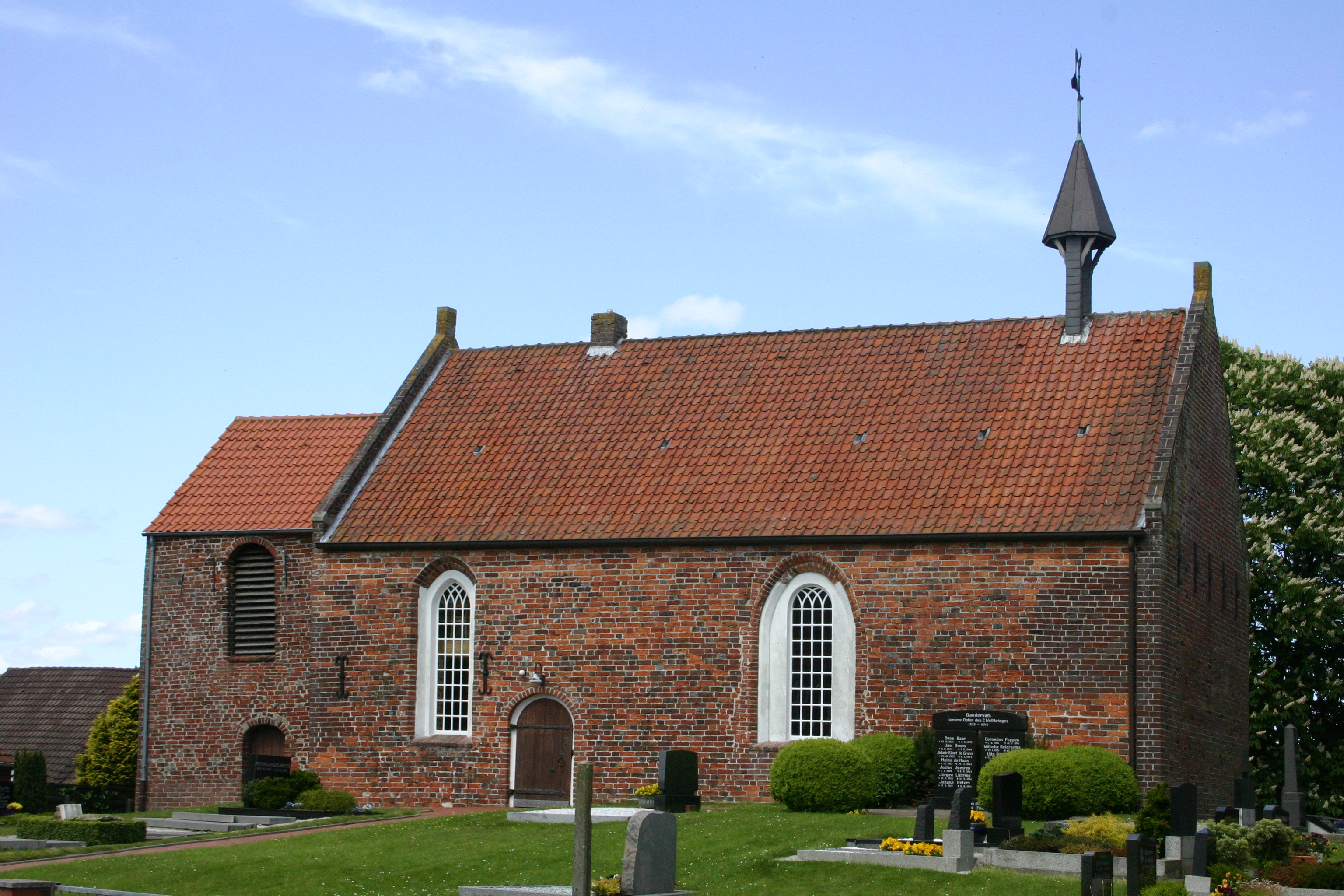
Gandersumer Kirche

Die evangelisch-reformierte Gandersumer Kirche im ostfriesischen Gandersum wurde im 14. Jahrhundert als Saalkirche gebaut, hat im Laufe der Jahrhunderte aber eingreifende bauliche Veränderungen erfahren.

## Geschichte und Architektur

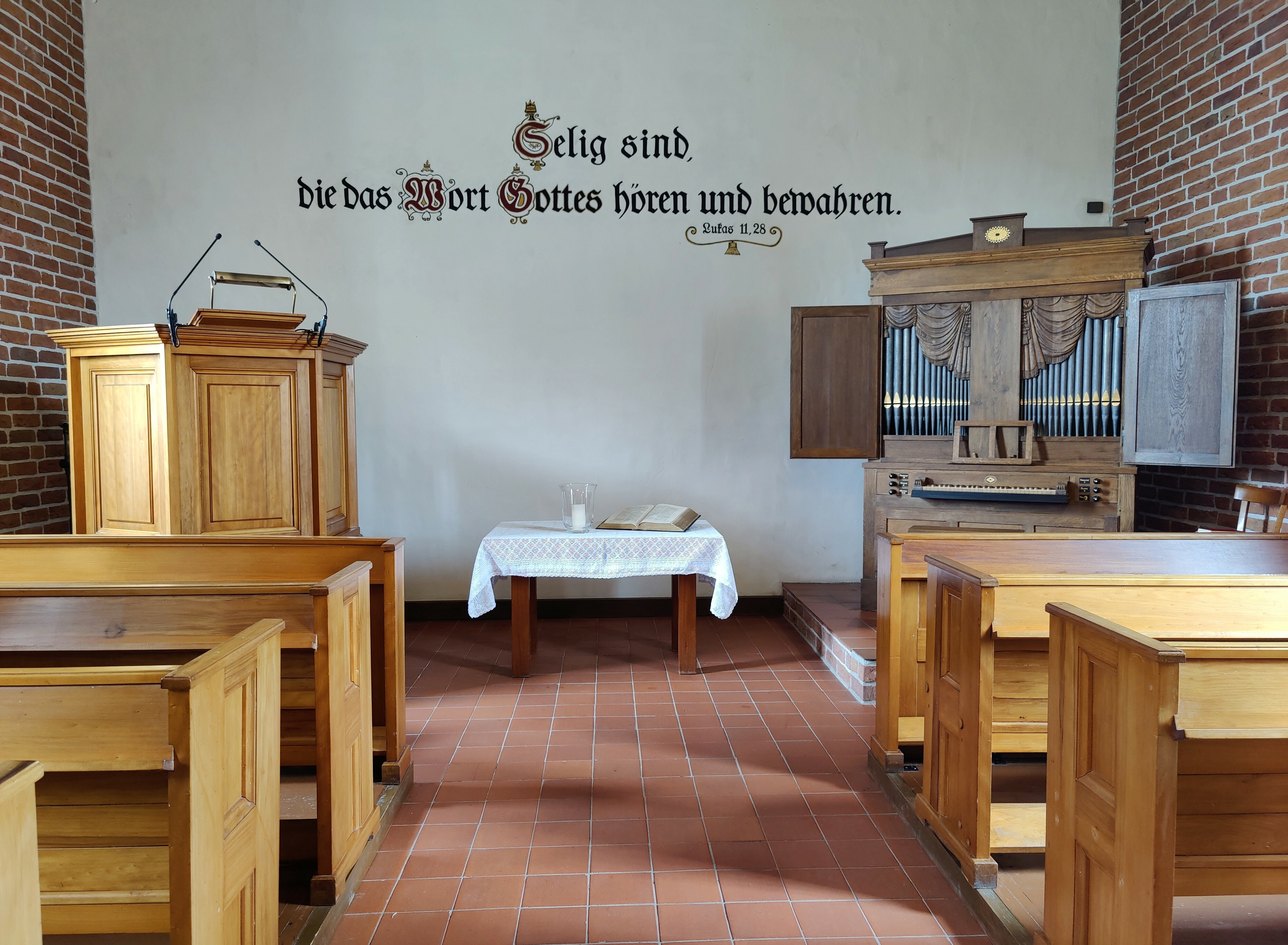
Innenraum

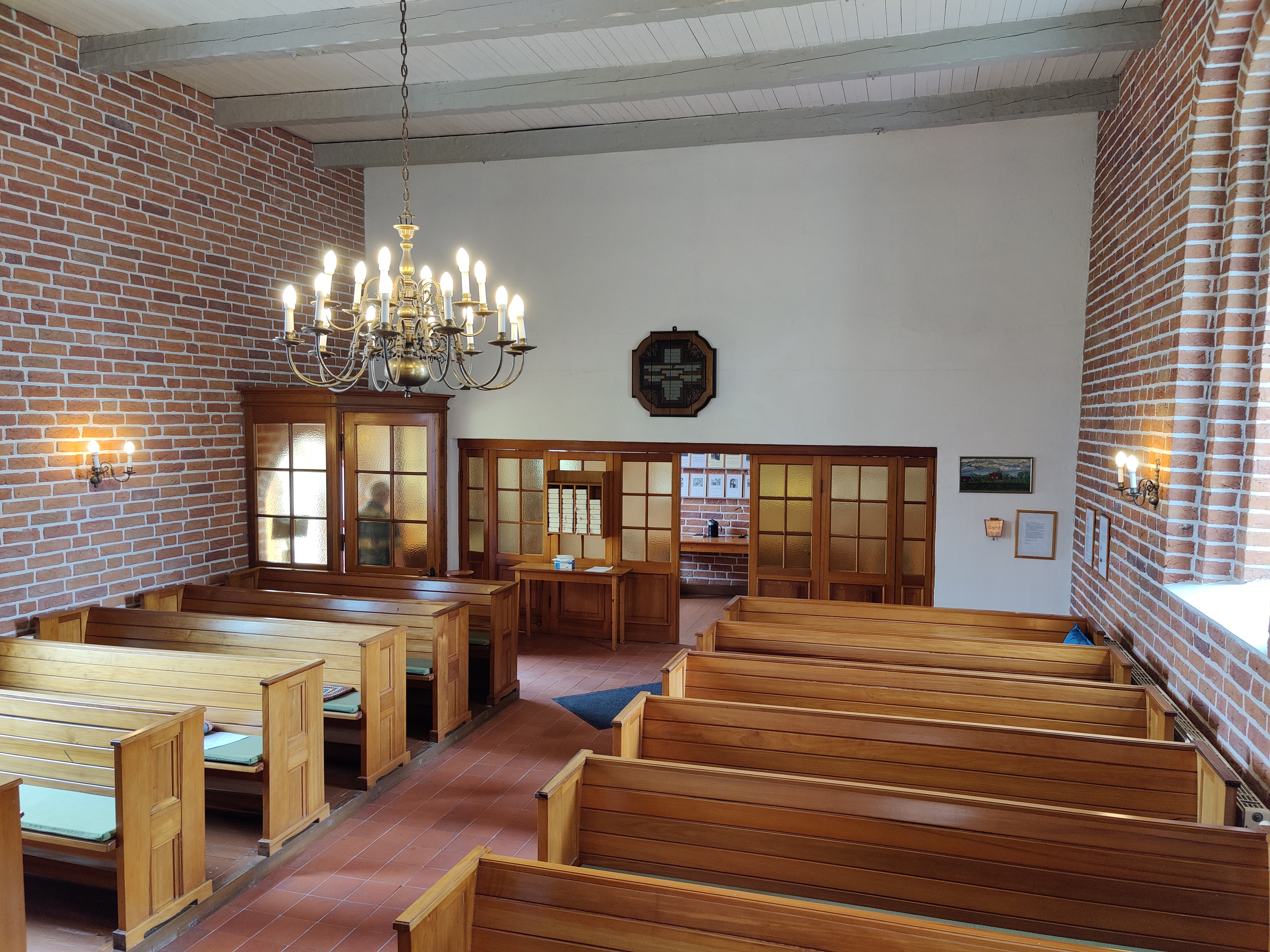
Innenraum von vorne

Im Mittelalter unterstand Gandersum der Propstei Emden im Bistum Münster. Die Saalkirche aus Backstein wurde im 14. Jahrhundert, also zur Zeit der Gotik, auf einer alten Warft errichtet. Vermutlich stand an derselben Stelle ein hölzerner Vorgängerbau. Sie hatte an der Ostseite einen Chor. Seit dessen Abriss im letzten Viertel des 18. Jahrhunderts hat der Kirchenraum nur noch einen einfachen Rechteckgrundriss. Die Fensterlaibungen haben außen teils Spitzbogen, teils ein unregelmäßiges zwischending zwischen Rund- und Spitzbogen. Die Gewände der größten Fenster lassen aber eine nachträgliche Vergrößerung vermuten. Der gedrungene Glockenturm ist im Westen an das Langschiff angebaut und niedriger als die Kirche. Für das Jahr 1552 ist ein reformierter Prediger bezeugt. Die Marienglocke von 1458 befindet sich heute im Ostfriesischen Landesmuseum, während die Glocke von 1582 im Jahr 1912 eingeschmolzen wurde. 1912 erwarb die Gemeinde eine Glocke aus der St.-Nikolaus-Kirche in Borssum, die von 1774 datiert. Im Zuge der Renovierung der Borssumer Kirche gab die Gandersumer Gemeinde im Jahr 2000 diese Glocke wieder zurück und ließ im selben Jahr eine eigene Glocke gießen.
Renovierungen im 18. und 19. Jahrhundert fielen Einrichtungsgegenstände wie der Schalldeckel der Kanzel und die bunten Bleiglasfenster zum Opfer. Kurz vor oder während des Zweiten Weltkriegs wurde das Dach undicht und stürzte am 22. Februar 1945 schließlich ganz ein. Nach Artillerietreffern in den letzten Kriegstagen blieben nur noch die Außenmauern stehen, sodass die Kirche in den Folgejahren immer mehr verfiel. Nach ersten Planungen ab 1958 konnte 1962 der Wiederaufbau abgeschlossen werden. 1994/95 wurden die Außenmauern neu verfugt. Die Kirchengemeinde teilt sich seit 1938 eine Pastorenstelle mit Tergast.

## Ausstattung

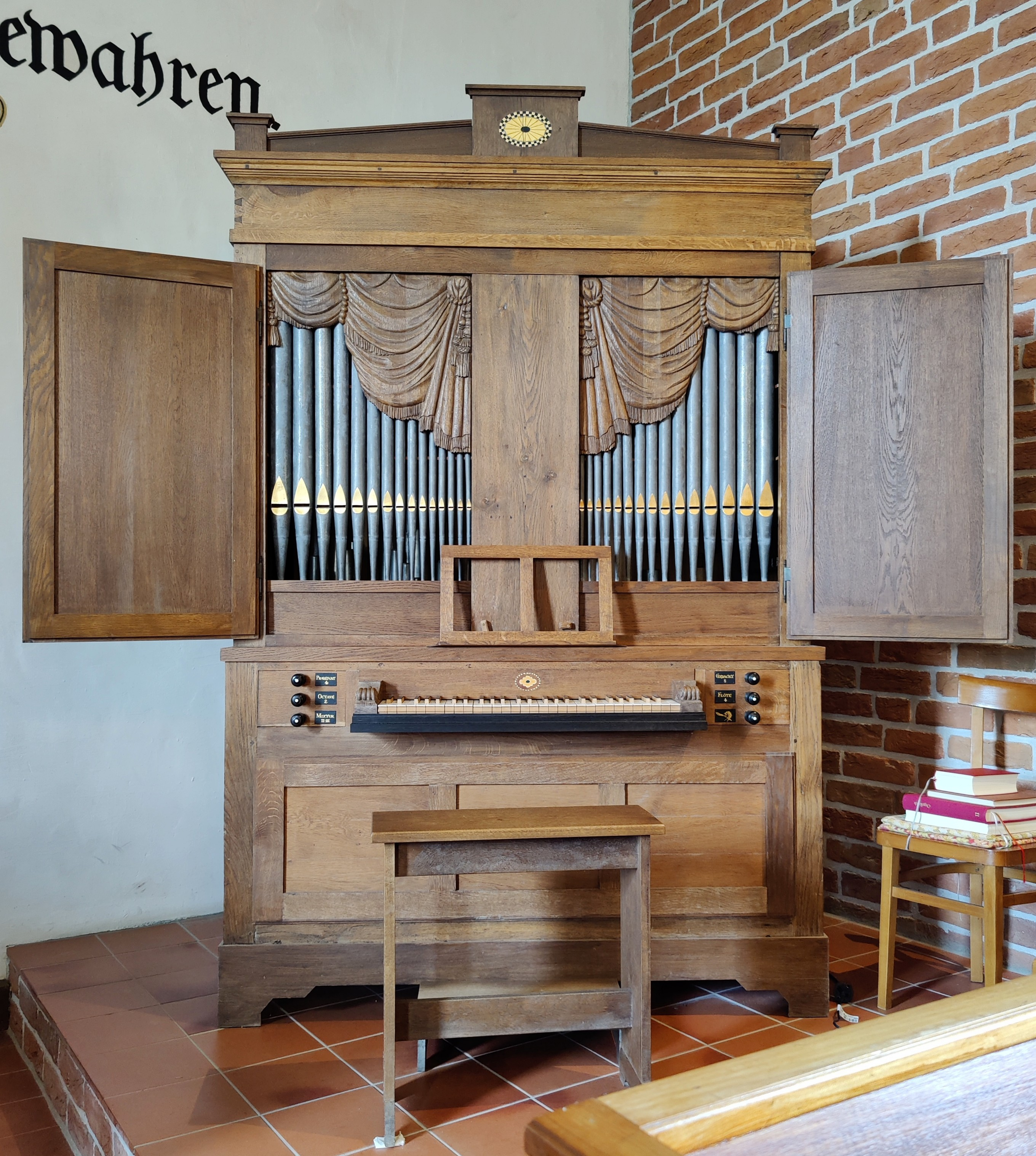
Orgel

Nach der Renovierung von 1962 wurde die ursprüngliche Aufstellung von Gestühl, Orgel und Kanzel nicht wiederhergestellt. Um die Feuchtigkeit in den Wänden zu bekämpfen, zog man vor einer Isolationsschicht eine weitere Innenwand.
In den Innenraum ist eine flache Holzdecke eingezogen. Zu den undatierten Vasa Sacra gehören Kanne, Kelch, Brotteller und Taufschale.
Die Orgel geht auf eine Hausorgel aus dem 18. Jahrhundert zurück. Nach Schließung der Kirche um 1938 wurde das Instrument nach Emden überführt, wo es in der Schweizer Kirche aufgestellt und eingesetzt wurde. Als dort im Jahr 1962 ein Orgelneubau verwirklicht wurde, erfolgte die Rückführung der alten Orgel nach Gandersum. Die Orgelbauwerkstatt Winold van der Putten und Berend Veger aus Winschoten führten 1990/1991 eine umfassende Restaurierung durch, die den ursprünglichen klanglichen und äußeren Zustand wieder zu rekonstruieren suchte. Das rein mechanische Instrument verfügt über fünf Register auf einem Manual ohne Pedal und ist nach Neidhardt gestimmt.
| I Manual C–f3 |
| Gedackt 8′    |
| Prästant 4′   |
| Flöte 4′      |
| Octave 2′     |
| Mixtur II–III |